# Samper del Salz
Samper del Salz ist eine nordspanische Gemeinde (municipio) mit 82 Einwohnern (Stand: 2024) in der Provinz Saragossa in der Autonomen Gemeinschaft Aragón.

## Lage
Samper del Salz liegt etwa 55 Kilometer (Fahrtstrecke) südlich von Saragossa in einer Höhe von 580 m am Fluss Aguasvivas.

## Bevölkerungsentwicklung
| Jahr      | 1960 | 1970 | 1981 | 1991 | 2001 | 2011 | 2021 |
| Einwohner | 238  | 120  | 79   | 107  | 143  | 119  | 101  |

## Sehenswürdigkeiten
- Peterskirche (Iglesia de San Pedro) aus dem 17. Jahrhundert
- Ruinen der alten Kirche

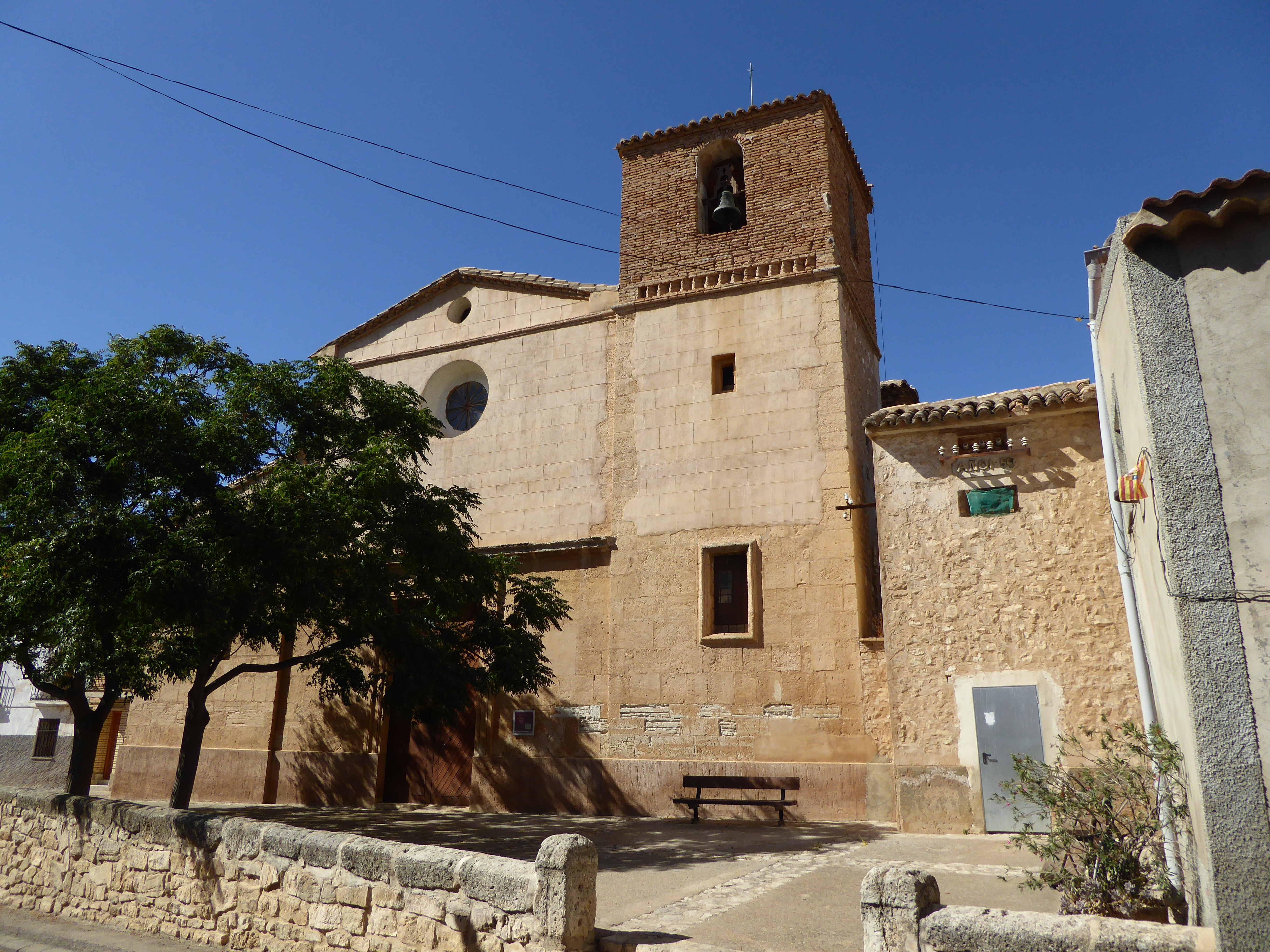
Peterskirche
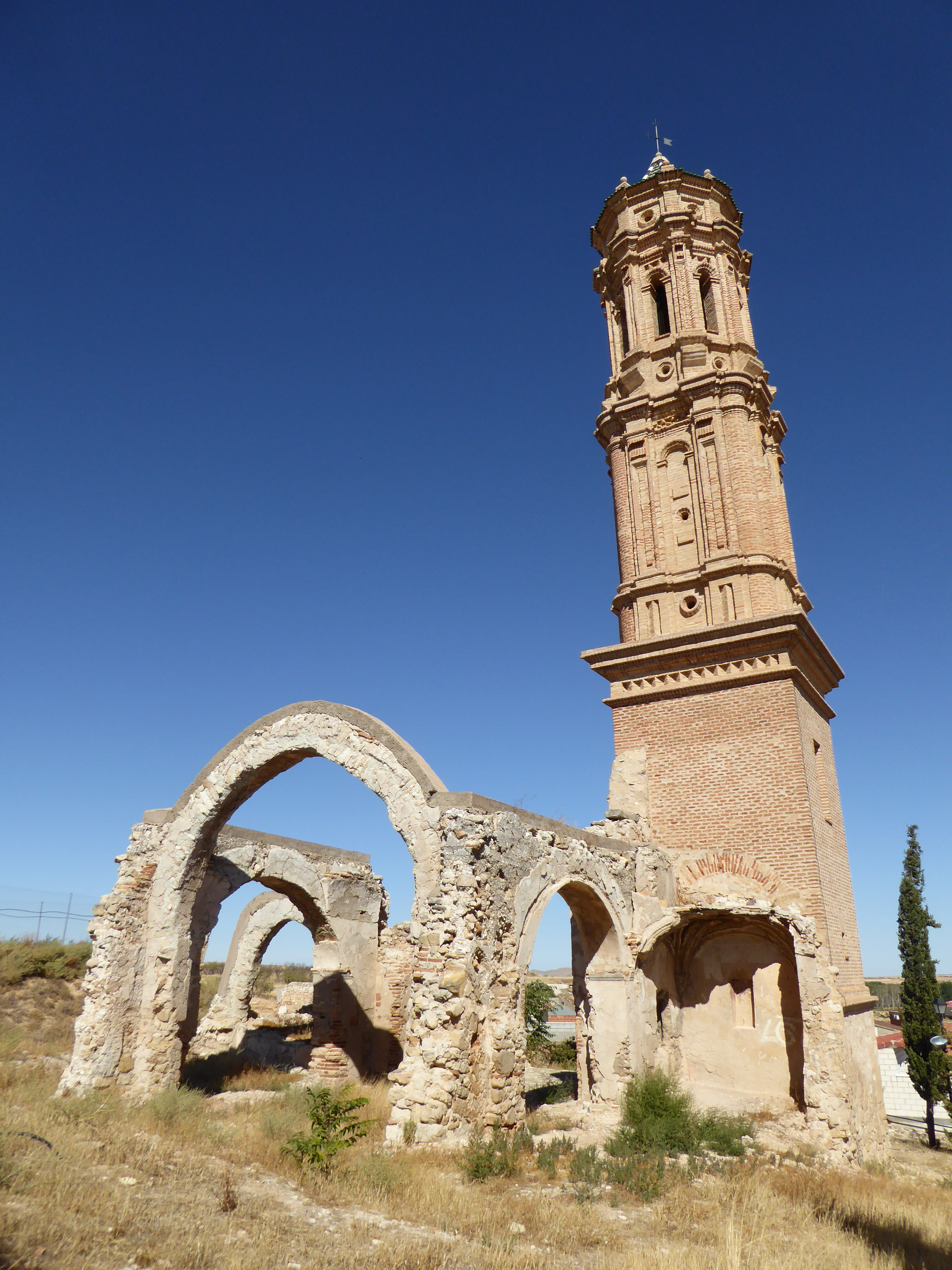
Ruinen der alten Kirche
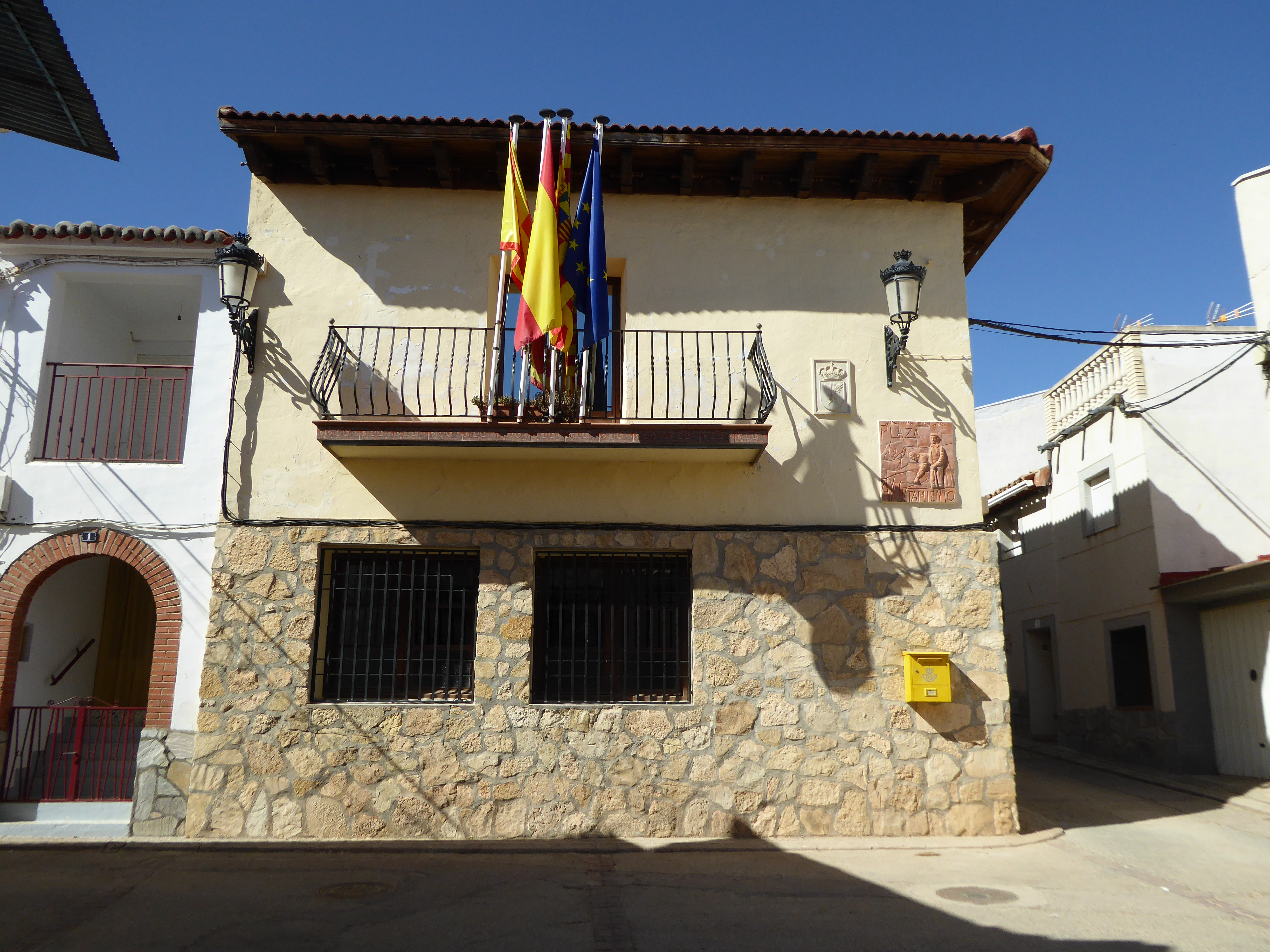
Rathaus